# Elías Aguilar Romero
Elías Aguilar Romero (18 de febrero de 1943 en Torreón, Coahuila, México; 28 de diciembre de 2020) fue un futbolista mexicano que se desempeñaba en la posición de delantero. Jugó con el Club de Fútbol Torreón (anteriormente conocido como Cataluña), Club León, Club de Fútbol Ciudad Madero y Club Deportivo Tampico. Es hijo de Elías Aguilar Rodríguez, jugador de la Selección Laguna en la década de los cuarenta y que después fue árbitro.
Surge del equipo Alborada y en 1960 ingresa a las filas del Cataluña, equipo que en ese entonces se encontraba disputando la Segunda División de México. Con los Diablos Blancos debutó el 18 de febrero de 1963, en un clásico lagunero contra la Ola Verde del Club de Fútbol Laguna, en el Estadio San Isidro, partido que ganó el Laguna por marcador de dos goles a uno, y ese mismo día anotó su primer gol con el equipo blanco.
En la temporada 1966-67 fue subcampeón de goleo individual en Segunda División con 19 goles, lo que le valió para ser llamado a la Selección de Segunda División. La siguiente temporada, fue contratado por el Club León de la Primera División y debutó en un partido amistoso frente al Club Deportivo Palestino de Chile, partido que los panzas verdes ganaron con gol de Aguilar.
En 1968 regresa al Torreón, y fue parte de la plantilla que logró el ascenso a Primera División. En esa temporada el Torreón fue campeón de Liga, campeón de Copa y Campeón de Campeones. El primer torneo que jugó el equipo en primera división fue la Copa México 1969-70, torneo donde pudieron llegar hasta la final, perdiéndola ante el Club Deportivo Guadalajara, y en dicha final Aguilar logró anotar 2 goles. Jugó tres temporadas más con el Torreón, de 1969 a 1972, anotando un total de 13 goles.
Para la temporada 1972-73 pasa al Club de Fútbol Ciudad Madero, equipo con el que disputó una vez más la Segunda División, y logró ascender nuevamente. Permaneció en el equipo maderense hasta el final de la temporada 1974-75 y para la siguiente temporada pasa al Club Deportivo Tampico, equipo donde se retiraría en el año de 1976.